# Franz Wilhelm Ross
Franz Wilhelm Ross (* 30. April 1838 in Kohlscheid (Landkreis Aachen); † 4. Oktober 1901 in Hannover) war  Privatbaumeister und staatlich geprüfter Maurermeister. Bekannt wurde er für seine Berechnung der Alterswertminderung.

## Leben
Ab 1879 war er als „gerichtlich beeidigter Schätzer für Feuerversicherungen und Grundbesitz“ in Hannover tätig.
Um 1880 entwickelte er Tabellen für Neubauwerte der Gebäude. Zudem stellte er Thesen zur Wertminderung von Gebäuden auf.
Ross fand heraus, dass auch bei einem bestens unterhaltenen Bauwerk eine Wertminderung oder Abnutzung stattfindet. Diese Wertminderung kann durch bauliche Verbesserungen zeitweise unterbrochen werden. Wenn dies nicht der Fall ist und die Instandhaltung ansonsten ordnungsgemäß durchgeführt wurde, ist der Abnutzungsbetrag nach einer Art „Fallgeschwindigkeitsberechnung“ zu ermitteln. Das heißt, dass sich die Anfangsgeschwindigkeit der Abnutzung bei einem neuen Bauwerk bis zu dessen Verfall in fortschreitender Weise bis zur Endgeschwindigkeit vergrößert.
Bekannt ist Ross in der Geschichte Helgolands. Er engagierte sich im Alter allerdings ohne Erfolg für ein Denkmal für Rudolf Jordan, dem Maler Helgolands, auf der Insel.

## Schriften
- Franz Wilhelm Ross: Leitfaden für die Ermittlung des Bauwertes von Gebäuden. 1890. (Seit 1927 ist das Buch nicht mehr erschienen.)
- F.W. Ross: Rudolf Jordan, der Maler Helgolands, Hannover 1900.